# ديردري مادن
ديردري مادن (بالإنجليزية: Deirdre Madden)‏ هي كاتِبة بريطانية، ولدت في 20 أغسطس 1960.

## وصلات خارجية
- ديردري مادن على موقع ميوزك برينز (الإنجليزية)